# Central Elèctrica el Molí Vell
La Central Elèctrica el Molí Vell és un edifici del municipi de Queralbs (Ripollès) que forma part de l'Inventari del Patrimoni Arquitectònic de Catalunya.

## Descripció
La central té dues turbines amb un sol alternador, amb una producció màxima de 750 km/h. i un cabal de 1.700 l/s. La recollida de l'aigua des del riu Ter es fa a l'alçada de la Farga i a través d'un canal al descobert es porta fins a sobre de la central, des d'on es precipita cap aquesta en un salt de 42 m.
La Central Elèctrica del Molí Vell està formada per dos edificis del tipus de l'arquitectura industrial amb detalls i elements arquitectònics d'estil modernistes. L'edifici més gran és el de la central pròpiament dita i l'altre més petit té als baixos els magatzems. Al primer pis hi ha l'habitatge del responsable de la central. Al davant hi ha una terrassa amb una balustrada que s'aboca vers el riu.

## Història
La central elèctrica del Molí Vell va ser construïda a principis del segle xx, per la Companyia Girona de la Farga de Queralbs, per subministrar energia elèctrica a aquesta i es va inaugurar el 1903. El nom li ve del fet que es va construir al lloc on hi havia un molí. Pels efectes de la Primera Guerra Mundial, la farga va sofrir un gran terrabastall el 1917 del qual ja no es va poder remuntar malgrat els diversos intents i al 1940 deixà de funcionar definitivament, en quedar les seves instal·lacions destruïdes a conseqüència de la riuada. En l'actualitat és propietat de FECSA.